# حصار سلستره

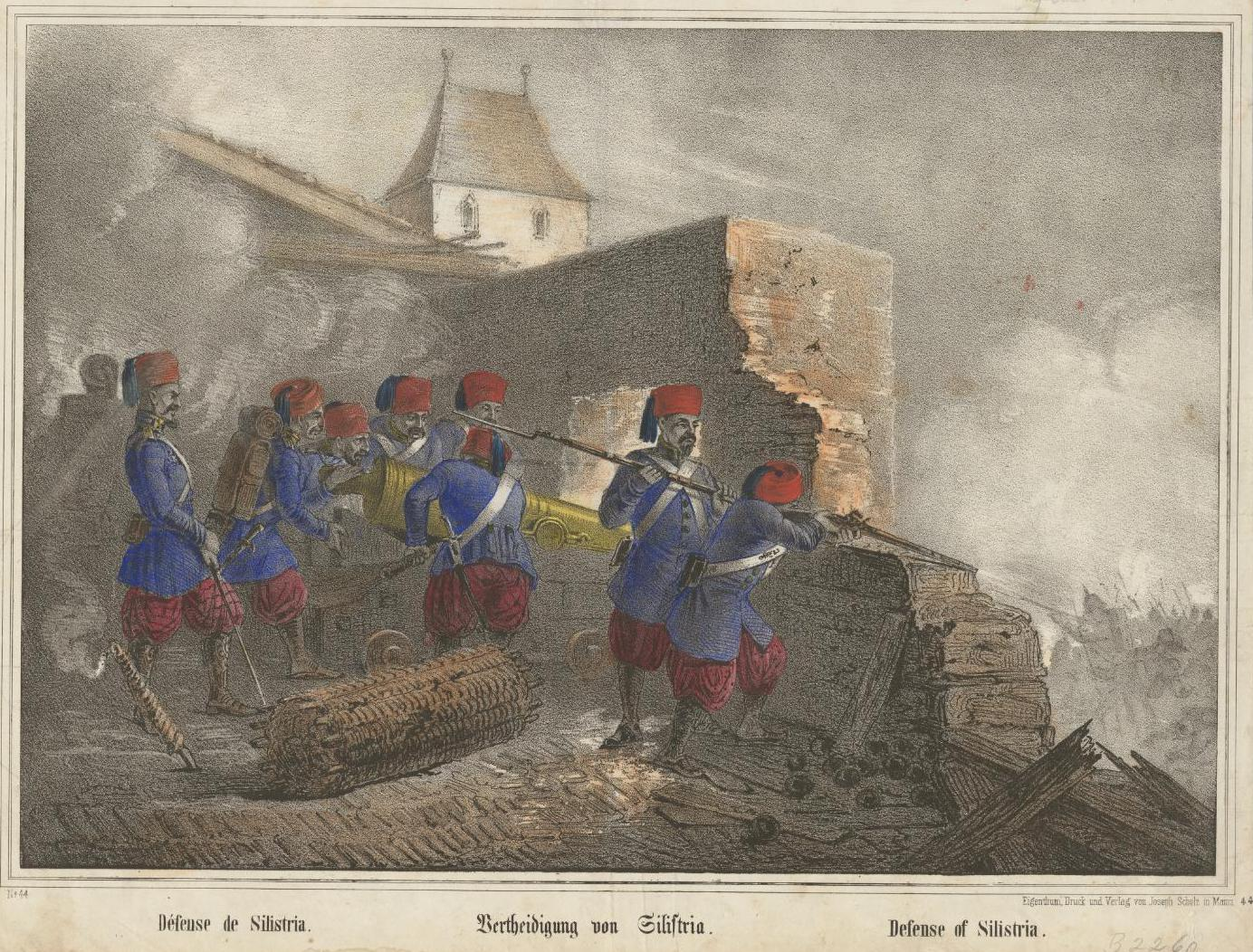
جنود عثمانيون يدافعون عن سلستره

حصار سلستره هو حصار وقع بين شهري مارس ويونيو 1854 أثناء حملة الطونة (الدانوب) في حرب القرم، وفيه حاصر الجيش الروسي مدينة سلستره العثمانية الحصينة. ورغم نجاح الحصار في بدايته، إلا أن الجيش الروسي اضطر في النهاية إلى فك الحصار والانسحاب، بعد ضغوط دبلوماسية وتهديدات بالتدخل العسكري من جانب الإمبراطورية النمساوية، التي ارتابت من نوايا الروس في المنطقة. وقد تبع فشل الحصار انسحاب روسي شامل من المنطقة، تم بحلول سبتمبر 1854.